# Hill of Cat
Hill of Cat är ett berg i Storbritannien.   Det ligger i kommunen Angus och riksdelen Skottland, i den norra delen av landet, 600 km norr om huvudstaden London. Toppen på Hill of Cat är 719 meter över havet.
Terrängen runt Hill of Cat är huvudsakligen kuperad. Hill of Cat ligger uppe på en höjd som går i öst-västlig riktning. Runt Hill of Cat är det glesbefolkat, med 11 invånare per kvadratkilometer. Närmaste större samhälle är Aboyne, 12,2 km norr om Hill of Cat. I omgivningarna runt Hill of Cat växer i huvudsak blandskog.